# Ilya Dyomin
Ilya Vyacheslavovich Dyomin (tiếng Nga: Илья Вячеславович Дёмин; sinh ngày 22 tháng 7 năm 1996) là một cầu thủ bóng đá người Nga thi đấu cho FC Tekstilshchik Ivanovo.

## Sự nghiệp câu lạc bộ
Anh có màn ra mắt tại Giải bóng đá chuyên nghiệp quốc gia Nga cho FC Tekstilshchik Ivanovo vào ngày 18 tháng 8 năm 2016 trong trận đấu với F.K. Spartak Kostroma.